# Rock Island (Québec)
Pour les articles homonymes, voir Rock Island.

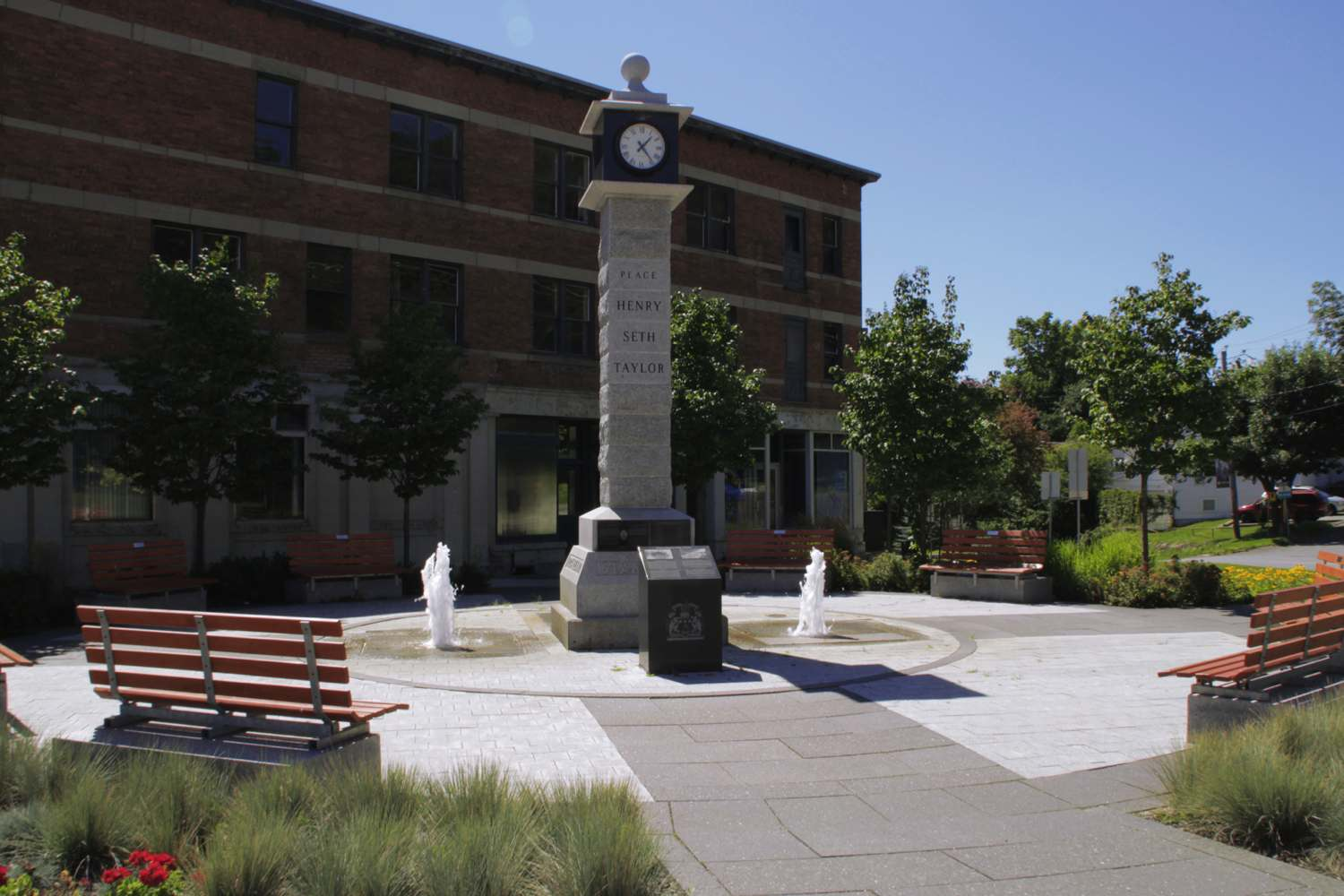
Place Henry-Seth-Taylor à Rock Island

Rock Island est une ancienne municipalité de village du Québec aujourd'hui située dans la ville de Stanstead dans la région administrative de l'Estrie à la frontière entre le Canada et les États-Unis.

## Démographie
| 1901 | 1911 | 1921  | 1931  | 1941  | 1951  | 1956  | 1961  |
| ---- | ---- | ----- | ----- | ----- | ----- | ----- | ----- |
| 615  | 861  | 1 442 | 1 424 | 1 395 | 1 646 | 1 608 | 1 608 |